# Giovanni Battista Carlone
Giovanni Battista Carlone (1603–1684) fue un pintor italiano del período barroco, activo principalmente en Génova. 

## Biografía
Carlone nació y murió en Génova.  Provenía de una familia de artistas: su padre Tadeo, su tío y sus primos eran escultores, y su hermano mayor, Giovanni Bernardo Carlone, era pintor, se formó en Roma y se casó con la hija de Bernardo Castello.  Giovanni Bernardo, sin embargo, murió a los 40 años.
Giovanni Battista pudo haber tenido alguna formación con Domenico Passignano. Fue notablemente prolífico tanto en términos de descendencia (24 hijos) de una sola mujer (Nicoletta Scorza), como en pinturas y frescos. Sus pinturas atiestan iglesias locales; por ejemplo, la Basílica della Santissima Annunziata del Vastato sola contiene casi 20 lienzos y frescos. Sin embargo, su afición artística también diluyó la fuerza de la individualidad en las pinturas que, en estilo, parecen ocupar un impreciso talento provincial entre el manierismo y el barroco.  Su hijo, Andrea Carlone fue pintor. 
En la nave central y principal del Vastato representó la Adoración de los Magos; la entrada de Cristo en Jerusalén; la Resurrección, la Ascensión, el Descenso del Espíritu Santo y la Asunción de la Virgen. En la misma iglesia pintó la Presentación en el Templo y Cristo predicando a los fariseos.

## Trabajos
- Milagro del basilisco, crucifisión deSan Pedro , conversión deS an Pedro, frescos en la bóveda de la iglesia de San Siro, Génova
- Milagro del beato Salvatore da Horta - óleo sobre lienzo 280 cm × 185 cm, Basilica della Santissima Annunziata del Vastato, Génova
- Giuseppe riconosciuto dai fratelli, Accademia Ligustica di Belle Arti, Génova
- Adoración de los pastores, Accademia Ligustica di Belle Arti, Génova
- Visión de San Juan Bautista, San Juan Bautista reprende a Herodes, Cartuja de Pavia
- Gesù comunica santa Gertrude, Albergo dei poveri, Génova
- Assunzione della Vergine, Banca Cari, Génova
- Martirio de San Lorenzo, Oratorio de San Lorenzo, Cogoleto
- San Sebastián, Fondation Bemberg, Toulouse